# Список птахів Белізу
Це перелік видів птахів, зафіксованих на території Белізу. Авіфауна Белізу налічує загалом 616 видів, з яких 98 є рідкісними або випадковими, а 4 були інтродуковані людьми.

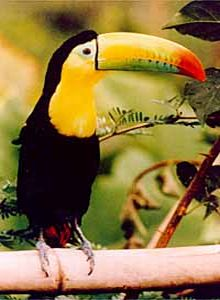
Тукан жовтогорлий (Ramphastos sulfuratus) є національним птахом Белізу

## Позначки
Наступні теги використані для виділення деяких категорій птахів.
- (А) Випадковий — вид, який рідко або випадково трапляється в Белізі
- (I) Інтродукований — вид, завезений до Белізу як наслідок, прямих чи непрямих людських ді

## Тинамуподібні(Tinamiformes)
Родина: Тинамові (Tinamidae)
- Тинаму великий, Tinamus major  NT
- Татаупа малий, Crypturellus soui
- Татаупа сірогрудий, Crypturellus boucardi
- Татаупа чагарниковий, Crypturellus cinnamomeus

## Гусеподібні(Anseriformes)
Родина: Качкові (Anatidae)
- Свистач червонодзьобий, Dendrocygna autumnalis
- Свистач рудий, Dendrocygna bicolor (A)
- Гуска біла, Anser caerulescens (A)
- Гуска білолоба, Anser albifrons (A)
- Казарка канадська, Branta canadensis (A)
- Качка мускусна, Cairina moschata
- Чирянка блакитнокрила, Spatula discors
- Чирянка руда, Spatula cyanoptera
- Широконіска північна, Spatula clypeata
- Нерозень, Mareca strepera (A)
- Свищ американський, Mareca americana
- Крижень звичайний, Anas platyrhynchos (A)
- Шилохвіст північний, Anas acuta
- Чирянка американська, Anas carolinensis
- Попелюх американський, Aythya americana (A)
- Чернь канадська, Aythya collaris (A)
- Чернь морська, Aythya marila (A)
- Чернь американська, Aythya affinis
- Крех жовтоокий, Lophodytes cucullatus (A)
- Крех середній, Mergus serrator (A)
- Савка маскова, Nomonyx dominicus (A)
- Савка американська, Oxyura jamaicensis (A)

## Куроподібні(Galliformes)
Родина: Краксові (Cracidae)
- Чачалака східна, Ortalis vetula
- Пенелопа чубата, Penelope purpurascens
- Кракс великий, Crax rubra  VU

Родина: Токрові (Odontophoridae)
- Перепелиця білоброва, Colinus nigrogularis
- Перепелиця довгопала, Dactylortyx thoracicus (A)
- Токро чубатий, Odontophorus guttatus

Родина: Фазанові (Phasianidae)
- Індик малий, Meleagris ocellata  NT

## Фламінгоподібні(Phoenicopteriformes)
Родина: Фламінгові (Phoenicopteridae)
- Фламінго червоний, Phoenicopterus ruber (A)

## Пірникозоподібні(Podicipediformes)
Родина: Пірникозові (Podicipedidae)
- Пірникоза домініканська, Tachybaptus dominicus
- Пірникоза рябодзьоба, Podilymbus podiceps

## Голубоподібні(Columbiformes)
Родина: Голубові (Columbidae)
- Голуб сизий, Columba livia (I)
- Голуб рожевошиїй, Patagioenas cayennensis
- Голуб строкатий, Patagioenas speciosa
- Голуб карибський, Patagioenas leucocephala  NT
- Голуб жовтодзьобий, Patagioenas flavirostris
- Голуб короткодзьобий, Patagioenas nigrirostris
- Горлиця садова, Streptopelia decaocto (I)
- Горличка-інка мексиканська, Columbina inca (A)
- Талпакоті строкатоголовий, Columbina passerina
- Талпакоті малий, Columbina minuta
- Талпакоті коричневий, Columbina talpacoti
- Талпакоті сірий, Claravis pretiosa
- Голубок бурий, Geotrygon montana
- Горличка білолоба, Leptotila verreauxi
- Горличка ямайська, Leptotila jamaicensis
- Горличка сірогруда, Leptotila cassinii
- Горличка мексиканська, Leptotila plumbeiceps
- Zenaida asiatica(інші мови)
- Зенаїда північна, Zenaida macroura

## Зозулеподібні(Cuculiformes)
Родина: Зозулеві (Cuculidae)
- Ані товстодзьобий, Crotophaga ani
- Ані малий, Crotophaga sulcirostris
- Тахете, Tapera naevia
- Таязура-клинохвіст велика, Dromococcyx phasianellus
- Піая велика, Piaya cayana
- Кукліло бурий, Coccyzus melacoryphus (A)
- Кукліло північний, Coccyzus americanus
- Кукліло мангровий, Coccyzus minor
- Кукліло чорнодзьобий, Coccyzus erythropthalmus

## Дрімлюгоподібні(Caprimulgiformes)
Родина: Дрімлюгові (Caprimulgidae)
- Анаперо-довгокрил бурий, Lurocalis semitorquatus (A)
- Анаперо малий, Chordeiles acutipennis
- Анаперо віргінський, Chordeiles minor
- Пораке рудощокий, Nyctidromus albicollis
- Леляк юкатанський, Nyctiphrynus yucatanicus
- Дрімлюга каролінський, Antrostomus carolinensis  NT
- Дрімлюга юкатанський, Antrostomus badius
- Дрімлюга канадський, Antrostomus vociferus  NT

Родина: Потуєві (Nyctibiidae)
- Поту великий, Nyctibius grandis
- Поту ямайський, Nyctibius jamaicensis

## Серпокрильцеподібні(Apodiformes)
Родина: Серпокрильцеві (Apodidae)
- Свіфт західний, Cypseloides niger (A)  VU
- Свіфт нікарагуанський, Cypseloides cryptus (A)
- Свіфт рудошиїй, Streptoprocne rutila
- Свіфт болівійський, Streptoprocne zonaris
- Голкохвіст східний, Chaetura pelagica  VU
- Голкохвіст сірочеревий, Chaetura vauxi
- Серпокрилець-вилохвіст малий, Panyptila cayennensis

Родина: Колібрієві (Trochilidae)
- Колібрі-якобін синьоголовий, Florisuga mellivora
- Ерміт смугастохвостий, Threnetes ruckeri
- Ерміт мексиканський, Phaethornis longirostris
- Ерміт чагарниковий, Phaethornis striigularis
- Колібрі бурий, Colibri delphinae
- Колібрі-фея фіолетоволобий, Heliothryx barroti
- Колібрі-манго зеленогрудий, Anthracothorax prevostii
- Колібрі-вусань чорночубий, Lophornis helenae
- Колібрі-ангел синьоголовий, Heliomaster longirostris
- Колібрі рубіновогорлий, Archilochus colubris
- Колібрі-смарагд червонодзьобий, Cynanthus canivetii
- Колібрі-шаблекрил юкатанський, Pampa pampa
- Колібрі сапфіроволобий, Klais guimeti (A)
- Колібрі-шаблекрил фіолетовий, Campylopterus hemileucurus
- Колібрі-лісовичок фіолетоволобий, Thalurania colombica
- Колібрі-жарокрил мексиканський, Eupherusa eximia
- Колібрі-шаблекрил мангровий, Phaeochroa cuvierii
- Агиртрія блакитноголова, Saucerottia cyanocephala
- Амазилія руда, Amazilia rutila
- Амазилія юкатанська, Amazilia yucatanensis
- Цакатл, Amazilia tzacatl
- Агиртрія гватемальська, Chlorestes candida
- Колібрі-сапфір рудохвостий, Chlorestes eliciae (A)

## Журавлеподібні(Gruiformes)
Родина: Пастушкові (Rallidae)
- Пастушок строкатий, Pardirallus maculatus
- Пастушок бурий, Amaurolimnas concolor
- Пастушок гвіанський, Aramides axillaris
- Пастушок болотяний, Aramides albiventris
- Пастушок узбережний, Rallus crepitans
- Погонич каролінський, Porzana carolina
- Курочка латиноамериканська, Gallinula galeata
- Лиска американська, Fulica americana
- Porphyrio martinicus
- Погонич жовтоволий, Laterallus flaviventer
- Погонич рудий, Laterallus ruber
- Погонич амазонійський, Laterallus exilis
- Погонич американський, Laterallus jamaicensis (A)

Родина: Лапчастоногові (Heliornithidae)
- Лапчастоніг неотропічний, Heliornis fulica

Родина: Арамові (Aramidae)
- Арама, Aramus guarauna

## Сивкоподібні(Charadriiformes)
Родина: Чоботарові (Recurvirostridae)
- Himantopus mexicanus
- Чоботар американський, Recurvirostra americana (A)

Родина: Куликосорокові (Haematopodidae)
- Кулик-сорока американський, Haematopus palliatus

Родина: Сивкові (Charadriidae)
- Чайка чилійська, Vanellus chilensis (A)
- Сивка морська, Pluvialis squatarola
- Сивка американська, Pluvialis dominica
- Пісочник крикливий, Charadrius vociferus
- Пісочник канадський, Charadrius semipalmatus
- Пісочник довгодзьобий, Charadrius wilsonia
- Пісочник пампасовий, Charadrius collaris (A)
- Пісочник американський, Charadrius nivosus  NT

Родина: Яканові (Jacanidae)
- Якана жовтолоба, Jacana spinosa

Родина: Баранцеві (Scolopacidae)
- Бартрамія, Bartramia longicauda
- Numenius phaeopus
- Кульон американський, Numenius americanus
- Грицик канадський, Limosa haemastica (A)
- Грицик чорнохвостий, Limosa fedoa (A)
- Крем'яшник звичайний, Arenaria interpres
- Побережник ісландський, Calidris canutus  NT
- Брижач, Calidris pugnax (A)
- Побережник довгоногий, Calidris himantopus
- Побережник білий, Calidris alba
- Побережник чорногрудий, Calidris alpina
- Побережник канадський, Calidris bairdii (A)
- Побережник-крихітка, Calidris minutilla
- Побережник білогрудий, Calidris fuscicollis
- Жовтоволик, Calidris subruficollis  NT
- Побережник арктичний, Calidris melanotos
- Побережник довгопалий, Calidris pusilla  NT
- Побережник аляскинський, Calidris mauri
- Неголь короткодзьобий, Limnodromus griseus
- Неголь довгодзьобий, Limnodromus scolopaceus
- Gallinago delicata
- Набережник плямистий, Actitis macularia
- Коловодник малий, Tringa solitaria
- Коловодник жовтоногий, Tringa flavipes
- Коловодник американський, Tringa semipalmata
- Коловодник строкатий, Tringa melanoleuca
- Плавунець довгодзьобий, Phalaropus tricolor
- Плавунець круглодзьобий, Phalaropus lobatus (A)

Родина: Поморникові (Stercorariidae)
- Поморник великий, Stercorarius skua (A)
- Поморник середній, Stercorarius pomarinus
- Поморник короткохвостий, Stercorarius parasiticus (A)

Родина: Мартинові (Laridae)
- Мартин трипалий, Rissa tridactyla (A)
- Мартин канадський, Chroicocephalus philadelphia (A)
- Leucophaeus atricilla
- Мартин ставковий, Leucophaeus pipixcan (A)
- Мартин чорнохвостий, Larus crassirostris (A)
- Мартин делаверський, Larus delawarensis
- Мартин американський, Larus smithsonianus
- Мартин гренландський, Larus glaucoides (A)
- Мартин чорнокрилий, Larus fuscus (A)
- Крячок бурий, Anous stolidus
- Крячок атоловий, Anous minutus (A)
- Крячок строкатий, Onychoprion fuscatus
- Крячок бурокрилий, Onychoprion anaethetus
- Крячок карибський, Sternula antillarum
- Крячок чорнодзьобий, Gelochelidon nilotica
- Крячок каспійський, Hydroprogne caspia
- Крячок чорний, Chlidonias niger
- Крячок рожевий, Sterna dougallii
- Крячок річковий, Sterna hirundo
- Крячок полярний, Sterna paradisaea (A)
- Крячок неоарктичний, Sterna forsteri
- Крячок королівський, Thalasseus maxima
- Крячок рябодзьобий, Thalasseus sandvicensis
- Водоріз американський, Rynchops niger

## Фаетоноподібні(Phaethontiformes)
Родина: Фаетонові (Phaethontidae)
- Фаетон білохвостий, Phaethon lepturus (A)

## Буревісникоподібні(Procellariiformes)
Родина: Океанникові (Oceanitidae)
- Океанник Вільсона Oceanites oceanicus (A)

Родина: Качуркові (Hydrobatidae)
- Качурка мадерійська, Hydrobates castro (A)

Родина: Буревісникові (Procellariidae)
- Буревісник атлантичний, Calonectris borealis (A)
- Буревісник великий, Ardenna gravis (A)
- Буревісник малий, Puffinus puffinus (A)
- Буревісник екваторіальний, Puffinus lherminieri (A)

## Лелекоподібні(Ciconiiformes)
Родина: Лелекові (Ciconiidae)
- Ябіру неотропічний, Jabiru mycteria
- Міктерія, Mycteria americana

## Сулоподібні(Suliformes)
Родина: Фрегатові (Fregatidae)
- Фрегат карибський, Fregata magnificens

Родина: Сулові (Sulidae)
- Сула жовтодзьоба, Sula dactylatra (A)
- Сула білочерева, Sula leucogaster
- Сула червононога, Sula sula

Родина: Змієшийкові (Anhingidae)
- Змієшийка американська, Anhinga anhinga

Родина: Бакланові (Phalacrocoracidae)
- Баклан вухатий, Nannopterum auritum
- Баклан бразильський, Nannopterum brasilianum

## Пеліканоподібні(Pelecaniformes)
Родина: Пеліканові (Pelecanidae)
- Пелікан рогодзьобий, Pelecanus erythrorhynchos
- Пелікан бурий, Pelecanus occidentalis

Родина: Чаплеві (Ardeidae)
- Бугай строкатий, Botaurus pinnatus
- Бугай американський, Botaurus lentiginosus
- Бугайчик американський, Ixobrychus exilis
- Бушля мексиканська, Tigrisoma mexicanum
- Чапля північна, Ardea herodias
- Чепура велика, Ardea alba
- Чепура американська, Egretta thula
- Чепура блакитна, Egretta caerulea
- Чепура трибарвна, Egretta tricolor
- Чепура рудошия, Egretta rufescens  NT
- Чапля єгипетська, Bubulcus ibis
- Чапля зелена, Butorides virescens
- Агамія, Agamia agami  VU
- Квак звичайний, Nycticorax nycticorax
- Квак чорногорлий, Nyctanassa violacea
- Квак широкодзьобий, Cochlearius cochlearius

Родина: Ібісові (Threskiornithidae)
- Ібіс білий, Eudocimus albus
- Ібіс червоний, Eudocimus ruber (A)
- Коровайка бура, Plegadis falcinellus
- Коровайка американська, Plegadis chihi (A)
- Косар рожевий, Platalea ajaja

## Катартоподібні(Cathartiformes)
Родина: Катартові (Cathartidae)
- Кондор королівський, Sarcoramphus papa
- Урубу, Coragyps atratus
- Катарта червоноголова, Cathartes aura
- Катарта саванова, Cathartes burrovianus

## Яструбоподібні(Accipitriformes)
Родина: Скопові (Pandionidae)
- Скопа, Pandion haliaetus

Родина: Яструбові (Accipitridae)
- Шуліка білохвостий, Elanus leucurus
- Chondrohierax uncinatus(інші мови)
- Шуляк каєнський, Leptodon cayanensis
- Elanoides forficatus(інші мови)
- Гарпія гвіанська, Morphnus guianensis  NT
- Гарпія велика, Harpia harpyja (A)  NT
- Spizaetus tyrannus(інші мови)
- Spizaetus melanoleucus(інші мови)
- Spizaetus ornatus(інші мови)  NT
- Harpagus bidentatus(інші мови)
- Лунь американський, Circus hudsonius
- Яструб неоарктичний, Accipiter striatus
- Яструб чорноголовий, Accipiter cooperii
- Яструб неотропічний, Accipiter bicolor
- Орлан білоголовий, Haliaeetus leucocephalus (A)
- Ictinia mississippiensis(інші мови)
- Ictinia plumbea(інші мови)
- Канюк-рибалка, Busarellus nigricollis
- Geranospiza caerulescens(інші мови)
- Шуліка-слимакоїд червоноокий, Rostrhamus sociabilis
- Buteogallus anthracinus(інші мови)
- Buteogallus urubitinga(інші мови)
- Buteogallus solitarius(інші мови)  NT
- Канюк великодзьобий, Rupornis magnirostris
- Канюк білохвостий, Geranoaetus albicaudatus
- Pseudastur albicollis(інші мови)
- Buteo plagiatus(інші мови)
- Канюк ширококрилий, Buteo platypterus
- Buteo brachyurus(інші мови)
- Канюк прерієвий, Buteo swainsoni
- Buteo albonotatus(інші мови)
- Канюк неоарктичний, Buteo jamaicensis

## Совоподібні(Strigiformes)
Родина: Сипухові (Tytonidae)
- Сипуха крапчаста, Tyto alba

Родина: Совові (Strigidae)
- Сплюшка гватемальська, Megascops guatemalae
- Сова-рогань бура, Lophostrix cristata
- Сова вохристочерева, Pulsatrix perspicillata
- Пугач віргінський, Bubo virginianus
- Сичик-горобець буроголовий, Glaucidium griseiceps
- Сичик-горобець рудий, Glaucidium brasilianum
- Сич американський, Athene cunicularia
- Сова-лісовик бура, Ciccaba virgata
- Сова-лісовик строката, Ciccaba nigrolineata
- Сова темна, Asio stygius
- Сова болотяна, Asio flammeus (A)
- Сова-крикун, Asio clamator

## Трогоноподібні(Trogoniformes)
Родина: Трогонові (Trogonidae)
- Трогон червонодзьобий, Trogon massena
- Трогон чорноволий, Trogon melanocephalus
- Трогон синьоголовий, Trogon caligatus
- Трогон темноволий, Trogon collaris

## Сиворакшоподібні(Coraciiformes)
Родина: Момотові (Momotidae)
- Момот малий, Hylomanes momotula
- Momotus lessonii
- Момот гостродзьобий, Electron carinatum  VU

Родина: Рибалочкові (Alcedinidae)
- Рибалочка-чубань неотропічний, Megaceryle torquata
- Рибалочка-чубань північний, Megaceryle alcyon
- Рибалочка амазонійський, Chloroceryle amazona
- Рибалочка карликовий, Chloroceryle aenea
- Рибалочка зелений, Chloroceryle americana

## Дятлоподібні(Piciformes)
Родина: Лінивкові (Bucconidae)
- Лінивка-строкатка білошия, Notharchus hyperrhynchus
- Таматія панамська, Malacoptila panamensis

Родина: Якамарові (Galbulidae)
- Якамара рудохвоста, Galbula ruficauda

Родина: Туканові (Ramphastidae)
- Тукан оливковоголовий, Aulacorhynchus prasinus
- Аракарі плямистоволий, Pteroglossus torquatus
- Тукан жовтогорлий, Ramphastos sulfuratus

Родина: Дятлові (Picidae)
- Гіла чорновола, Melanerpes formicivorus
- Melanerpes pucherani(інші мови)
- Melanerpes pygmaeus(інші мови)
- Melanerpes aurifrons(інші мови)
- Дятел-смоктун жовточеревий, Sphyrapicus varius
- Dryobates scalaris(інші мови)
- Dryobates fumigatus(інші мови)
- Piculus rubiginosus(інші мови)
- Celeus castaneus(інші мови)
- Dryocopus lineatus(інші мови)
- Campephilus guatemalensis(інші мови)

## Соколоподібні(Falconiformes)
Родина: Соколові (Falconidae)
- Макагуа, Herpetotheres cachinnans
- Рарія бразильська, Micrastur ruficollis
- Рарія білошия, Micrastur semitorquatus
- Каракара аргентинська, Caracara plancus
- Боривітер американський, Falco sparverius
- Підсоколик малий, Falco columbarius
- Сокіл мексиканський, Falco femoralis
- Підсоколик смугастогрудий, Falco rufigularis
- Підсоколик рудогрудий, Falco deiroleucus  NT
- Сапсан, Falco peregrinus

## Папугоподібні(Psittaciformes)
Родина: Папугові (Psittacidae)
- Аратинга ямайський, Eupsittula nana
- Араканга, Ara macao
- Аратинга червоногорлий, Psittacara rubritorquis (A)
- Каїка бурощокий, Pyrilia haematotis
- Папуга-червоногуз білолобий, Pionus senilis
- Амазон білолобий, Amazona albifrons
- Амазон юкатанський, Amazona xantholora
- Амазон жовтощокий, Amazona autumnalis
- Amazona guatemalae(інші мови)
- Amazona oratrix  EN
- Amazona auropalliata (A)  EN

## Горобцеподібні(Passeriformes)
Родина: Манакінові (Pipridae)
- Манакін-короткокрил бразильський, Manacus candei
- Манакін мексиканський, Ceratopipra mentalis

Родина: Котингові (Cotingidae)
- Котинга мексиканська, Cotinga amabilis
- Пига руда, Lipaugus unirufus

Родина: Бекардові (Tityridae)
- Лорон північний, Schiffornis veraepacis
- Аулія руда, Laniocera rufescens
- Бекарда маскова, Tityra semifasciata
- Бекарда чорноголова, Tityra inquisitor
- Бекард іржастий, Pachyramphus cinnamomeus
- Бекард рябокрилий, Pachyramphus polychopterus
- Бекард сосновий, Pachyramphus major
- Бекард великий, Pachyramphus aglaiae
- Віялочуб північний, Onychorhynchus mexicanus
- Москверито рудохвостий, Terenotriccus erythrurus
- Тиранка світлогорла, Myiobius sulphureipygius

Родина: Тиранові (Tyrannidae)
- Лопатодзьоб північний, Platyrinchus cancrominus
- Тиранчик-мухолюб вохристий, Mionectes oleagineus
- Тиран-інка буроголовий, Leptopogon amaurocephalus
- Криводзьоб північний, Oncostoma cinereigulare
- Мухолов сизоголовий, Poecilotriccus sylvia
- Мухолов-клинодзьоб сірий, Todirostrum cinereum
- Пікоплано панамський, Rhynchocyclus brevirostris
- Мухоїд світлогорлий, Tolmomyias sulphurescens
- Тиран-карлик жовточеревий, Ornithion semiflavum
- Тиранчик-тонкодзьоб північний, Camptostoma imberbe
- Тиранець зелений, Myiopagis viridicata
- Еленія карибська, Elaenia martinica (A)
- Еленія жовточерева, Elaenia flavogaster
- Тиран-малюк північний, Zimmerius vilissimus (A)
- Атіла золотогузий, Attila spadiceus
- Планідера руда, Rhytipterna holerythra
- Копетон юкатанський, Myiarchus yucatanensis
- Копетон темноголовий, Myiarchus tuberculifer
- Копетон чубатий, Myiarchus crinitus
- Копетон блідий, Myiarchus tyrannulus
- Pitangus sulphuratus(інші мови)
- Пітанга-великодзьоб, Megarynchus pitangua
- Бієнтевіо червоноголовий, Myiozetetes similis
- Тиран смугастий, Myiodynastes maculatus
- Тиран жовточеревий, Myiodynastes luteiventris
- Тиран-розбійник, Legatus leucophaius
- Тиран тропічний, Tyrannus melancholicus
- Тиран техаський, Tyrannus couchii
- Тиран-крикун, Tyrannus vociferans (A)
- Тиран західний, Tyrannus verticalis
- Тиран королівський, Tyrannus tyrannus
- Тиран сірий, Tyrannus dominicensis
- Тиран мексиканський, Tyrannus forficatus
- Тиран вилохвостий, Tyrannus savana
- Піві північний, Contopus cooperi  NT
- Піві великий, Contopus pertinax
- Піві бурий, Contopus sordidulus (A)
- Піві лісовий, Contopus virens
- Піві сірий, Contopus cinereus
- Піві-малюк жовточеревий, Empidonax flaviventris
- Піві-малюк оливковий, Empidonax virescens
- Піві-малюк вільховий, Empidonax alnorum
- Піві-малюк вербовий, Empidonax traillii
- Піві-малюк світлогорлий, Empidonax albigularis
- Піві-малюк сизий, Empidonax minimus
- Sayornis nigricans(інші мови)
- Sayornis phoebe(інші мови) (A)
- Pyrocephalus obscurus(інші мови)

Родина: Сорокушові (Thamnophilidae)
- Тараба, Taraba major
- Сорокуш смугастий, Thamnophilus doliatus
- Сорокуш низинний, Thamnophilus atrinucha
- Кущівник рудий, Thamnistes anabatinus
- Батарито лісовий, Dysithamnus mentalis
- Кадук темноволий, Myrmotherula schisticolor
- Каатинга плямистокрила, Microrhopias quixensis
- Ману тирановий, Cercomacroides tyrannina
- Мурав'янка лиса, Gymnocichla nudiceps

Родина: Мурахоловові (Formicariidae)
- Мурахолов мексиканський, Formicarius moniliger

Родина: Горнерові (Furnariidae)
- Листовик рудогорлий, Sclerurus mexicanus
- Листовик гватемальський, Sclerurus guatemalensis
- Дереволаз оливковий, Sittasomus griseicapillus
- Грімпар рудий, Dendrocincla homochroa
- Грімпар рудокрилий, Dendrocincla anabatina
- Дереволаз-долотодзьоб, Glyphorynchus spirurus
- Дереволаз північний, Dendrocolaptes sanctithomae
- Дереволаз-міцнодзьоб середній, Xiphocolaptes promeropirhynchus
- Кокоа мексиканський, Xiphorhynchus flavigaster
- Кокоа плямистий, Xiphorhynchus erythropygius
- Дереволаз строкатоголовий, Lepidocolaptes souleyetii
- Піколезна мала, Xenops minutus
- Тікотіко бурохвостий, Anabacerthia variegaticeps (A)
- Філідор-лісовик вохристогорлий, Automolus ochrolaemus
- Пію мексиканський, Synallaxis erythrothorax

Родина: Віреонові (Vireonidae)
- Віреон рудобровий, Cyclarhis gujanensis
- Віреон зелений, Vireolanius pulchellus
- Віреончик рудолобий, Tunchiornis ochraceiceps
- Віреончик білочеревий, Pachysylvia decurtata
- Віреон білоокий, Vireo griseus
- Віреон мангровий, Vireo pallens
- Віреон короткокрилий, Vireo bellii (A)
- Віреон жовтогорлий, Vireo flavifrons
- Віреон сизоголовий, Vireo solitarius
- Віреон попелястий, Vireo plumbeus
- Віреон цитриновий, Vireo philadelphicus
- Віреон світлобровий, Vireo gilvus (A)
- Віреон червоноокий, Vireo olivaceus
- Віреон білочеревий, Vireo flavoviridis
- Віреон чорновусий, Vireo altiloquus (A)
- Віреон великодзьобий, Vireo magister

Родина: Воронові (Corvidae)
- Пая бура, Psilorhinus morio
- Пая жовточерева, Cyanocorax luxuosus
- Пая юкатанська, Cyanocorax yucatanicus

Родина: Ластівкові (Hirundinidae)
- Ластівка берегова, Riparia riparia
- Білозорка річкова, Tachycineta bicolor
- Білозорка фіолетова, Tachycineta thalassina (A)
- Tachycineta albilinea
- Ластівка північна, Stelgidopteryx serripennis
- Щурик бурий, Progne tapera (A)
- Щурик пурпуровий, Progne subis
- Щурик сірогорлий, Progne chalybea
- Щурик білочеревий, Progne sinaloae (A)  VU
- Ластівка сільська, Hirundo rustica
- Ясківка білолоба, Petrochelidon pyrrhonota
- Ясківка печерна, Petrochelidon fulva

Родина: Золотомушкові (Regulidae)
- Золотомушка рубіновочуба, Corthylio calendula (A)

Родина: Омелюхові (Bombycillidae)
- Омелюх американський, Bombycilla cedrorum

Родина: Комароловкові (Polioptilidae)
- Комароловка довгодзьоба, Ramphocaenus melanurus
- Polioptila bilineata(інші мови)
- Комароловка сиза, Polioptila caerulea

Родина: Воловоочкові (Troglodytidae)
- Шпалюшок однобарвний, Microcerculus philomela
- Волоочко співоче, Troglodytes aedon
- Овад річковий, Cistothorus platensis
- Поплітник каролінський, Thryothorus ludovicianus
- Різжак тигровий, Campylorhynchus zonatus
- Поплітник плямистий, Pheugopedius maculipectus
- Поплітник садовий, Cantorchilus modestus
- Волоочко білочереве, Uropsila leucogastra
- Тріщук біловолий, Henicorhina leucosticta
- Тріщук сіроволий, Henicorhina leucophrys (A)

Родина: Пересмішникові (Mimidae)
- Пересмішник чорний, Melanoptila glabrirostris  NT
- Пересмішник сірий, Dumetella carolinensis
- Пересмішник сивий, Mimus gilvus
- Пересмішник багатоголосий, Mimus polyglottos (A)

Родина: Дроздові (Turdidae)
- Блакитник східний, Sialia sialis
- Солітаріо сірий, Myadestes unicolor
- Дрізд-короткодзьоб бурий, Catharus fuscescens
- Дрізд-короткодзьоб малий, Catharus minimus
- Дрізд-короткодзьоб Свенсона, Catharus ustulatus
- Дрізд-короткодзьоб плямистоволий, Catharus guttatus (A)
- Дрізд лісовий, Hylocichla mustelina  NT
- Дрізд бронзовий, Turdus grayi
- Дрізд білогорлий, Turdus assimilis
- Дрізд мандрівний, Turdus migratorius (A)

Родина: Астрильдові (Estrildidae)
- Мунія трибарвна, Lonchura malacca (I)

Родина: Горобцеві (Passeridae)
- Горобець хатній, Passer domesticus (I)

Родина: Плискові (Motacillidae)
- Щеврик американський, Anthus rubescens

Родина: В'юркові (Fringillidae)
- Гутурама гондураська, Chlorophonia elegantissima (A)
- Гутурама чагарникова, Euphonia affinis
- Гутурама білогуза, Euphonia minuta (A)
- Гутурама узлісна, Euphonia hirundinacea
- Гутурама оливкова, Euphonia gouldi
- Шишкар ялиновий, Loxia curvirostra
- Spinus notatus(інші мови)
- Чиж малий, Spinus psaltria

Родина: Passerellidae
- Зеленник мінливобарвний, Chlorospingus flavopectus
- Чінголо блідий, Peucaea botterii
- Багновець прерієвий, Ammodramus savannarum
- Риджвея оливкова, Arremonops rufivirgatus
- Риджвея зеленоспинна, Arremonops chloronotus
- Потюк, Chondestes grammacus (A)
- Карнатка білоброва, Spizella passerina
- Карнатка бліда, Spizella pallida (A)
- Тихоголос золотодзьобий, Arremon aurantiirostris
- Бруант білобровий, Zonotrichia leucophrys (A)
- Бруант білогорлий, Zonotrichia albicollis (A)
- Вівсянка польова, Pooecetes gramineus (A)
- Вівсянка саванова, Passerculus sandwichensis
- Пасовка вохриста, Melospiza lincolnii
- Чіапа рудощока, Melozone biarcuata (A)
- Пінсон рудий, Aimophila rufescens

Родина: Icteriidae
- Іктерія, Icteria virens

Родина: Трупіалові (Icteridae)
- Тордо жовтоголовий, Xanthocephalus xanthocephalus (A)
- Гоглу, Dolichonyx oryzivorus
- Шпаркос східний, Sturnella magna  NT
- Касик жовтодзьобий, Amblycercus holosericeus
- Касик мексиканський, Cassiculus melanicterus (A)
- Конота товстодзьоба, Psarocolius wagleri
- Конота панамська, Psarocolius montezuma
- Трупіал банановий, Icterus prosthemelas
- Трупіал садовий, Icterus spurius
- Трупіал масковий, Icterus cucullatus
- Трупіал чорнокрилий, Icterus chrysater
- Трупіал жовтохвостий, Icterus mesomelas
- Трупіал золотощокий, Icterus bullockii (A)
- Трупіал юкатанський, Icterus auratus
- Трупіал плямистоволий, Icterus pectoralis
- Трупіал чорноволий, Icterus gularis
- Трупіал балтиморський, Icterus galbula
- Еполетник червоноплечий, Agelaius phoeniceus
- Вашер синій, Molothrus bonariensis (A)
- Вашер червоноокий, Molothrus aeneus
- Вашер буроголовий, Molothrus ater (A)
- Вашер великий, Molothrus oryzivorus
- Трупіал-чернець галасливий, Dives dives
- Гракл великохвостий, Quiscalus mexicanus

Родина: Піснярові (Parulidae)
- Смугастоволець оливковий, Seiurus aurocapilla
- Пісняр-борсучок, Helmitheros vermivorum
- Смугастоволець білобровий, Parkesia motacilla
- Смугастоволець річковий, Parkesia noveboracensis
- Червоїд золотокрилий (Vermivora chrysoptera)  NT
- Червоїд жовтоголовий, Vermivora cyanoptera
- Пісняр строкатий, Mniotilta varia
- Пісняр жовтий, Protonotaria citrea
- Пісняр бурий, Limnothlypis swainsonii
- Червоїд світлобровий, Leiothlypis peregrina
- Червоїд оливковий, Leiothlypis celata (A)
- Червоїд сіроголовий, Leiothlypis ruficapilla
- Червоїд жовтоволий, Leiothlypis virginiae (A)
- Цитринка сіровола, Oporornis agilis (A)
- Жовтогорлик сіроголовий, Geothlypis poliocephala
- Цитринка західна, Geothlypis tolmiei (A)
- Цитринка чорновола, Geothlypis philadelphia
- Цитринка жовтогорла, Geothlypis formosa
- Жовтогорлик північний, Geothlypis trichas
- Болотянка чорногорла, Setophaga citrina
- Пісняр горихвістковий, Setophaga ruticilla
- Пісняр-лісовик рудощокий, Setophaga tigrina
- Пісняр-лісовик блакитний, Setophaga cerulea  NT
- Пісняр північний, Setophaga americana
- Пісняр тропічний, Setophaga pitiayumi (A)
- Пісняр-лісовик канадський, Setophaga magnolia
- Пісняр-лісовик каштановий, Setophaga castanea
- Пісняр-лісовик рудоволий, Setophaga fusca
- Пісняр-лісовик золотистий, Setophaga petechia
- Пісняр-лісовик рудобокий, Setophaga pensylvanica
- Пісняр-лісовик білощокий, Setophaga striata  NT
- Пісняр-лісовик сизий, Setophaga caerulescens
- Пісняр-лісовик рудоголовий, Setophaga palmarum
- Пісняр-лісовик жовтогузий, Setophaga coronata
- Пісняр-лісовик чорнощокий, Setophaga dominica
- Пісняр-лісовик прерієвий, Setophaga discolor
- Пісняр-лісовик південний, Setophaga graciae
- Пісняр-лісовик біловусий, Setophaga nigrescens (A)
- Пісняр-лісовик західний, Setophaga townsendi (A)
- Пісняр-лісовик жовтоголовий, Setophaga occidentalis (A)
- Пісняр-лісовик золотощокий, Setophaga chrysoparia  EN
- Пісняр-лісовик чорногорлий, Setophaga virens
- Коронник рудоголовий, Basileuterus rufifrons
- Basileuterus delattrii
- Коронник малий, Basileuterus culicivorus
- Болотянка строкатовола, Cardellina canadensis
- Болотянка мала, Cardellina pusilla

Родина: Кардиналові (Cardinalidae)
- Піранга рожевогорла, Piranga roseogularis
- Піранга сонцепера, Piranga flava
- Піранга пломениста, Piranga rubra
- Піранга кармінова, Piranga olivacea
- Піранга жовтогуза, Piranga ludoviciana
- Піранга вогниста, Piranga bidentata (A)
- Піранга білокрила, Piranga leucoptera
- Габія кармінова, Habia rubica
- Габія червоногорла, Habia fuscicauda
- Кардинал сірочеревий, Caryothraustes poliogaster
- Кардинал червоний, Cardinalis cardinalis
- Кардинал-довбоніс червоноволий, Pheucticus ludovicianus
- Кардинал-довбоніс чорноголовий, Pheucticus melanocephalus (A)
- Гранатела сірогорла, Granatellus sallaei
- Семілеро синій, Amaurospiza concolor
- Лускар сизий, Cyanoloxia cyanoides
- Лускар, Cyanocompsa parellina
- Скригнатка синя, Passerina caerulea
- Скригнатка лазурова, Passerina amoena (A)
- Скригнатка індигова, Passerina cyanea
- Скригнатка райдужна, Passerina ciris
- Лускун, Spiza americana

Родина: Саякові (Thraupidae)
- Танагра синьощока, Stilpnia larvata
- Саяка блакитна, Thraupis episcopus
- Саяка жовтокрила, Thraupis abbas
- Посвірж короткодзьобий, Sicalis luteola
- Саї великий, Chlorophanes spiza
- Якарина, Volatinia jacarina
- Танагра сіроголова, Eucometis penicillata
- Танагра-сикіт юкатанська, Lanio aurantius
- Тапіранга білодзьоба, Ramphocelus sanguinolentus
- Тапіранга червоногуза, Ramphocelus passerinii
- Танагра-медоїд лазурова, Cyanerpes lucidus
- Танагра-медоїд бірюзова, Cyanerpes cyaneus
- Цереба, Coereba flaveola
- Потрост золотогорлий, Tiaris olivaceus (A)
- Рисоїд північний, Sporophila funerea
- Зерноїд вороний, Sporophila corvina
- Зерноїд попелястий, Sporophila schistacea
- Зерноїд білошиїй, Sporophila morelleti
- Зернолуск чорноголовий, Saltator atriceps
- Зернолуск великий, Saltator maximus
- Saltator grandis